# Oussama El Gharib
Oussama El Gharib (arab. أسامة الغريب, ur. 15 stycznia 1987) – marokański piłkarz, grający jako lewy obrońca.

## Klub

### Początki
Zaczynał karierę w Ittihad Tanger, gdzie grał jako junior i senior do 2009 roku.

### FUS Rabat
1 sierpnia 2009 roku został zawodnikiem FUS Rabat.
W sezonie 2011/2012 (pierwszym w bazie Transfermarkt) zagrał 22 mecze, miał gola i asystę.

### Wydad Casablanca
1 lipca 2012 roku trafił do Wydadu Casablanca za 150 tysięcy euro. W tym klubie zadebiutował 19 września 2012 roku w meczu przeciwko FAR Rabat (porażka 2:0). Na boisku pojawił się w 66. minucie, zastąpił Abderrazaka El Mnasfiego. W sumie zagrał 4 spotkania.

### Difaâ El Jadida
10 stycznia 2013 roku Difaâ El Jadida wykupiła El Ghariba za 100 tysięcy euro. W tym klubie debiut zaliczył 20 lutego 2013 roku w meczu przeciwko Moghreb Tétouan (porażka 1:3). Zagrał całe spotkanie. Pierwszą asystę zaliczył 27 września 2014 roku w meczu przeciwko Raja Casablanca (3:0). Asystował przy bramce Mohameda Hamamiego w 11. minucie. Pierwszą bramkę strzelił 17 maja 2015 roku w meczu przeciwko Kawkab Marrakesz (3:4 dla rywali El Gharbiego). Do siatki trafił w 82. minucie. Łącznie zagrał 58 meczów, strzelił gola i miał dwie asysty.

### Powrót do Tangeru
1 czerwca 2015 roku wrócił do Ittihad Tanger. Ponowny debiut zaliczył tam 5 września 2015 roku w meczu przeciwko Maghreb Fez (wygrana 1:0). Zagrał cały mecz. Łącznie zagrał 81 meczów, strzelił 3 gole i miał 3 asysty. W sezonie 2017/2018 cieszył się z tytułu mistrza Maroka.

### Olympique Khouribga
10 stycznia 2020 roku (po półrocznym okresie poszukiwania klubu) podpisał kontrakt z Olympique Khouribga. W tym klubie zadebiutował 18 lutego 2020 roku w meczu przeciwko Olympic Safi (1:1). Na boisku pojawił się w 64. minucie, zmienił Saada Lagrou. Łącznie wystąpił w siedmiu meczach.

### KAC Kénitra i koniec kariery
18 stycznia 2021 roku został graczem KAC Kénitra. 1 października 2021 roku zakończył karierę.